# Санта Рита (Хондурас)
Вижте пояснителната страница за други значения на Санта Рита.
Санта Рита (на испански: Santa Rita) е град в департамент Йоро, Хондурас. Населението на града през 2010 година е 15 727 души.